# Metzenhof (Treuchtlingen)

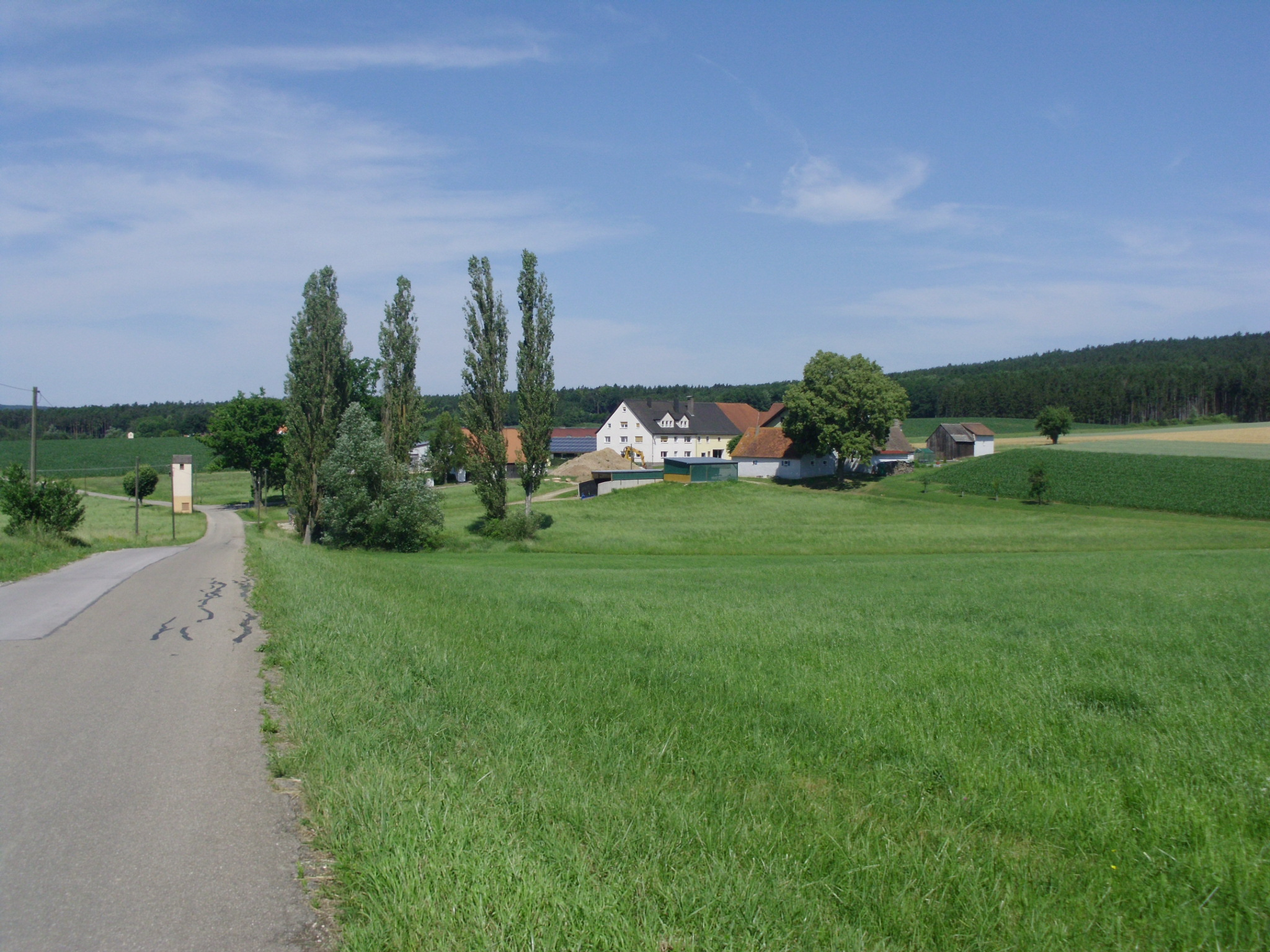
Metzenhof von Osten

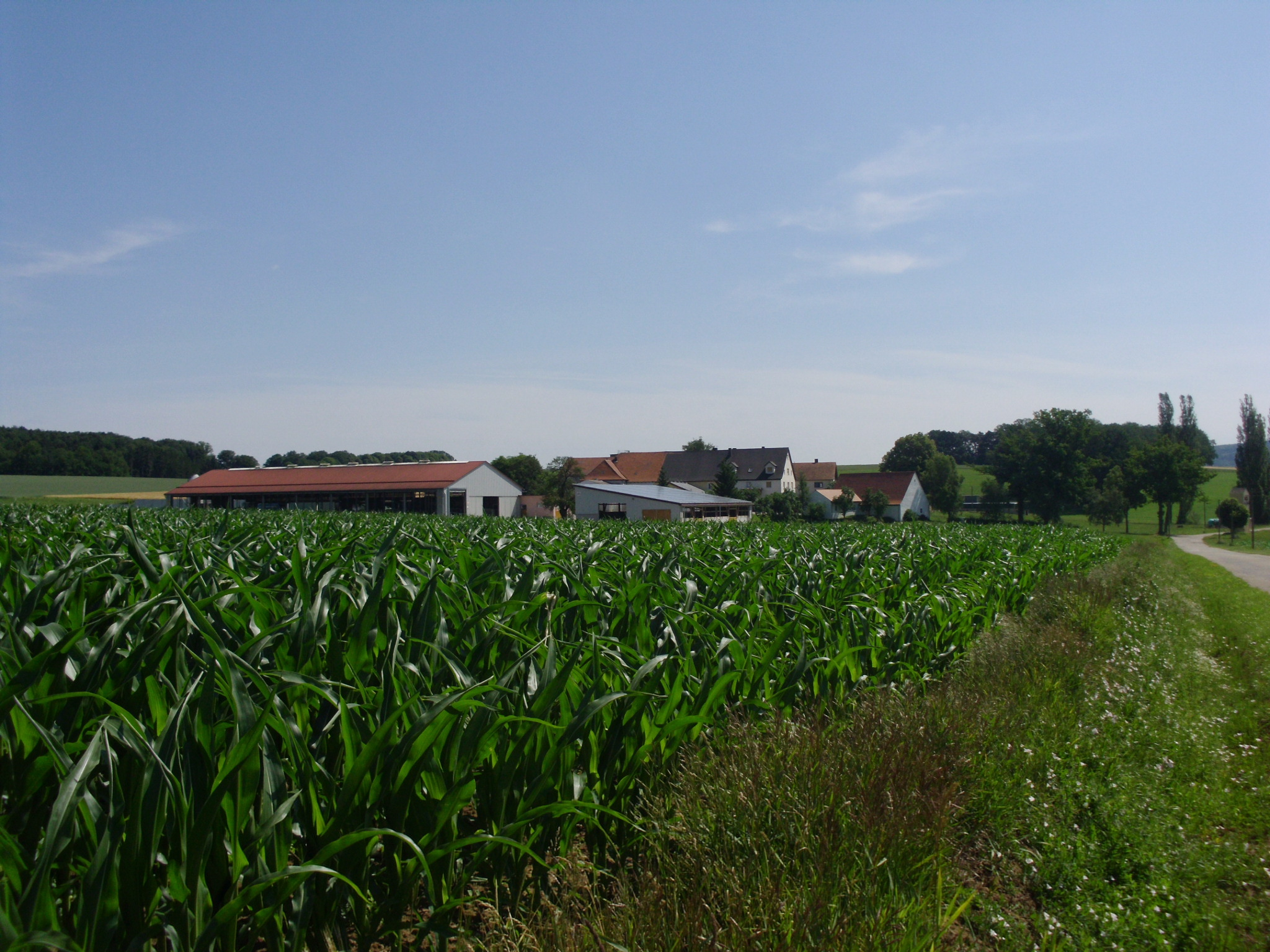
Metzenhof von Westen

Metzenhof ist ein Gemeindeteil der Stadt Treuchtlingen im Landkreis Weißenburg-Gunzenhausen (Mittelfranken, Bayern). Metzenhof liegt in der Gemarkung Bubenheim.

## Lage
Die von Feldern umgebene Einöde liegt südöstlich des Trommetsheimer Berges und nördlich von Bubenheim. Zu erreichen ist sie über eine Gemeindeverbindungsstraße, die südlich des Trommetsheimer Berges die beiden Kreisstraßen WUG 5 und WUG 3 verbindet. Die nächste Ansiedelung ist der 500 m westlich gelegene Treuchtlinger Gemeindeteil Schertnershof.

## Geschichte
Die ältesten Nennungen bringen den Ortsnamen „Nenzenhoue“ (1294) und „Netzenhoff“ (1452). Zugrunde liegt der Personenname Nanzo. Die ebenfalls mittelalterliche Schreibweise „Metzenhof“  wird entstanden sein aus „vom (oder zum) Netznhof“.
Der Ort wird erstmals 1294 als „Nenzenhoue“ erwähnt, als Friedrich Graf von Truhendingen die Vogtei über diesen Hof des Klosters Heidenheim, die er zu Lehen hatte, verkaufte. 1516 veräußerte der Marschall von Pappenheim den „meznhoff“ an Philipp von Seckendorff. 1602 hatte die Stadt Weißenburg hier einen Untertanen sitzen. Für 1612 erfährt man, dass der Hof hochgerichtlich zum ansbachisch-brandenburgischen Oberamt Gunzenhausen gehört. 1667 ging der Zehnt ins ansbach-brandenburgische Verwalteramt Treuchtlingen. Am Ende des Alten Reiches bestand Metzenhof aus zwei Halbhöfen, die an das ehemalige ansbachische und nunmehrige preußische Verwalteramt Heidenheim zinsten. Kirchlich gehörten die Höfe zur evangelischen Gemeinde Bubenheim.
Ab 1806 im Königreich Bayern, wurden Metzenhof und Schertnershof mit Kattenhochstatt 1808 dem Steuerdistrikt Trommetsheim zugeschlagen. Dieser wurde 1811 zur Gemeinde Trommetsheim, 1818 zur Ruralgemeinde im Landgericht Weißenburg. Der ehemalige Gemeindeteil von Kattenhochstatt wurde 1972 im Zuge der Gemeindegebietsreform nach Treuchtlingen eingegliedert, der Hauptort Kattenhochstatt kam zur Stadt Weißenburg.
Die Einwohnerzahl vom Metzenhof lag im 19. Jahrhundert bei zehn bis 15; sowohl 1950 als auch 1961 wohnten jeweils 13 Personen in den beiden Anwesen. 1984 bestand der Gemeindeteil aus zwei landwirtschaftlichen Vollerwerbsbetrieben.